# RQ–11 Raven
Az RQ–11 Raven  az AeroVironment cég kisméretű, kézzel indítható, távirányítású pilóta nélküli légi jármű (SUAV) , amelyet az Egyesült Államok hadserege számára fejlesztettek ki, de mára számos más ország hadseregeiben, köztük Magyarországon is rendszeresítették.
Az RQ–11 Raven eredetileg FQM–151 típusjelzéssel jelent meg 1999-ben. Jelenlegi formáját 2002-re fejlesztették ki. Általános megjelenésében egy FAI osztályú F1C szabadrepülési modellre emlékeztet. Az eszközt kézzel indítják, és egy tolópropelleres elektromos motor hajtja. A repülőgép 10 km-re tud repülni körülbelül 150 méteres talajszint feletti magasságban, és több mint 4500 m tengerszint feletti magasságban, 45-100 km/h repülési sebességgel. Az autonóm irányításra is képes eszköz elsősorban felderítési őrjárat teljesítési célokat szolgál.